# Mùa xuân làng lúa làng hoa
"Mùa xuân làng lúa làng hoa" là một ca khúc trữ tình của nhạc sĩ Ngọc Khuê sáng tác năm 1981. Bài hát gắn liền với tên tuổi của nhạc sĩ Ngọc Khuê, đồng thời khẳng định tên tuổi của ông trong âm nhạc Việt Nam và giúp ông có được Giải thường Nhà nước về Văn học – Nghệ thuật năm 2012.

## Sáng tác

### Bối cảnh

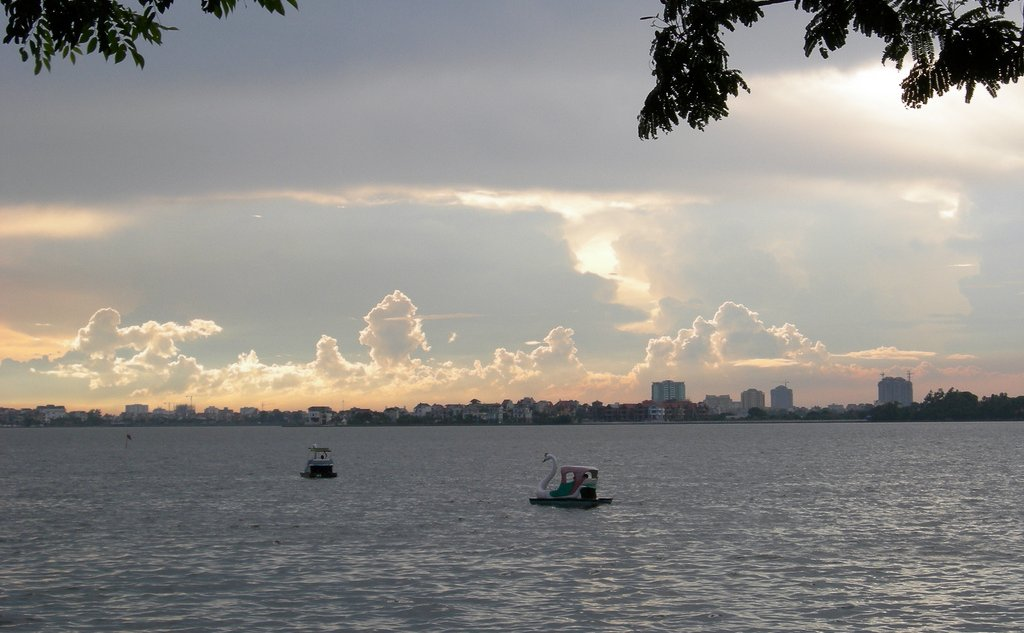
Hồ Tây

Theo Ngọc Khuê bày tỏ, khoảng năm 1978 hoặc 1979, ông có quen một cô gái và muốn viết một ca khúc để dành tặng người này. Ông thường đèo cô gái này trên chiếc xe đạp vòng quanh những con đường ven hồ Tây nên đã nảy ra ý định "mượn" những làng hoa ven hồ để làm cái cớ viết bài hát. Ngọc Khuê cho biết hồ Tây và làng hoa nằm trong tâm trí ông từ rất lâu nhưng trước khi viết tác phẩm này, ông tỏ ra "e dè" bởi lúc đó có rất nhiều bài hát về Hồ Tây. Hơn nữa, ông không muốn viết riêng về hoa và cũng không chỉ viết về Hồ Tây bởi ông cảm thấy nếu như thế thì "không đủ ý để diễn đạt tình yêu" của bản thân.
Tuy đã lên kế hoạch để viết bài hát nhưng ông vẫn tạm gác lại. Tới một buổi chiều mùa đông năm 1981, khi đạp xe đi thăm người bạn ở gần hồ Tây thì ông phát hiện ra rằng hồ Tây không chỉ có hoa. Phía bên Xuân La, Xuân Đỉnh còn là "làng lúa". Vì người dân thường gọi đó là những cánh đồng lúa xanh, nên ông đã ví đó là những "làng lúa". Sự phát hiện đó cùng với hình ảnh những làng hoa ấp ủ bấy lâu đã giúp ông nảy ra câu hát đầu tiên của ca khúc. Câu hát đầu tiên ấy đã xuất hiện, và nhờ đó, về nhà ông đã viết xong bài hát. Ngọc Khuê đã hoàn thành đoạn chính của bài hát trước khi viết phần đầu và phần kết của bài hát sau khi đã về đến nhà. Sau khi viết xong đoạn này, Ngọc Khuê cảm thấy tâm đắc bởi theo ông, lúa và hoa là hai phạm trù thể hiện đời sống vật chất và tinh thần của người dân Hà Nội. Ngọc Khuê viết xong bài hát sau một buổi đêm. Ngay sau buổi sáng hôm sau, ông đem bài hát cho nhạc sĩ Hoàng Tạo nghe. Hoàng Tạo đã thốt lên "Hay lắm! Một biểu tượng thật đẹp về mùa xuân và cuộc sống."

### Phần âm nhạc
Bài hát được viết ở giọng Rê thứ. Theo Ngọc Khuê, ông gặp khó khăn ở phần đầu và phần kết, nhất là khi sáng tác đoạn mở đầu. Ông thậm chí đã thử nhiều cách khác nhau để mở đầu bài hát, cuối cùng ông chọn sử dụng âm hưởng của một điệu hò (ở điệu hò tiết tấu bốn nốt móc kép nhịp 2
4, trong bài này biến thành chùm 4 nốt móc đơn nhịp 6
8 và nhóm tiết tấu này được duy trì hết bài) để thể hiện sự "lấp lánh" của bề mặt hồ Tây, sự "dào dạt êm ả" của sóng nước, sóng lúa.
Đoạn A của bài hát là lời đối đáp tâm tình của cô gái với những dấu luyến, chùm 4 móc đơn, mang hơi hướng chất liệu dân ca Việt Nam. Những dấu nối giãn nhịp thể hiện sự "ngập ngừng e lệ, vẻ bối rối" của cô gái. Để chuyển tiếp từ đoạn A sang đoạn B, Ngọc Khuê dùng liên tiếp 2 dấu nối tạo nên vẻ ngập ngừng để đẩy cảm xúc lên ở đoạn tiếp theo. Nét nhạc cao trào được đẩy lên cao ở đoạn B với một loạt móc đơn liên tiếp xen lẫn móc kép, điểm thêm một số nốt hoa mỹ. Ông viết thêm một dấu nối ở vị trí nốt C4 ứng với chữ mùa trong ca từ, tạo nên sự ngập ngừng trước khi sang từ mùa xuân để chuyển tiếp sang câu sau. Nét nhạc được mô phỏng tiết tấu của câu trước bằng một loạt móc đơn nhưng giai điệu đi xuống một quãng 3. Sang lời 2, tác giả đã diễn đạt lại thành ngữ "nâng như nâng trứng, hứng như hứng hoa" với nội dung cô gái đã mượn lời hoa để nói lời của lòng mình.

## Thông tin khác
Trong một bài viết của báo Tiền Phong, Ngọc Khuê tiết lộ nhân vật "em" trong bài là một cô gái mà ông từng chở trên xe đạp. Vì thích hai từ "làng lúa", "làng hoa" nên ông đã đặt tên luôn cho bài hát như vậy.  Bên góc của tờ bản thảo, ông viết dòng chữ: "Tặng bạn tôi: 13". Hồi đó, giới nghệ sĩ thường hay đặt "bí danh" cho nhau bằng những con số. Ông dịch tên cô gái này là số 13 nhưng nhất quyết không tiết lộ tên thật của cô gái. Dù vậy theo suy luận từ bài viết của báo Tiền Phong, tên của cô có chữ cái đầu là B. Thời điểm này vợ ông là một giáo viên dạy học ở quê nên tỏ ra không hài lòng. Dù vậy, ông đã tự cho mình là "biết điểm dừng" và chỉ sáng tác bài hát làm kỉ niệm. Ngọc Khuê cho biết cô gái đó từng làm ở Đại sứ quán Thụy Điển tại Hà Nội và thi thoảng hai người vẫn gặp nhau và coi nhau như "bạn bè thân thiết".
Theo báo Nông nghiệp Việt Nam, làng hoa mà Ngọc Khuê nhắc đến trong bài hát là những làng hoa Ngọc Hà, Nhật Tân, Quảng Bá bên Hồ Tây.

## Phát hành
Đầu năm 1982, Ngọc Khuê mang bài hát tới Ban Văn nghệ của Đài Tiếng nói Việt Nam. Thời điểm này, hai nhạc sĩ Hoàng Tạo và Thế Song đang phụ trách ban văn nghệ. Nghe xong bài hát này, Thế Song đã khuyên ông thêm 2 chữ "Mùa xuân" vào tên bài hát vì bài hát "có nhiều chữ về mùa xuân".

### Biểu diễn
Ca sĩ Thanh Hoa là người đầu tiên thể hiện "Mùa xuân làng lúa làng hoa". Sau Thanh Hoa, Ngọc Khuê thích phần thể hiện của các ca sĩ Trung Anh, Tố Nga và Mỹ Lệ. Tới khi truyền hình trở nên phổ biến tại Việt Nam, hầu như sáng nào ca sĩ Trung Anh cũng xuất hiện trên TV trong trang phục áo bà ba để hát ca khúc này. Dịp Tết Nguyên đán năm 2020, chương trình Quán Thanh Xuân đã mời Ngọc Khuê đến chia sẻ về ca khúc, ca khúc cũng đã được biểu diễn bởi chính Thanh Hoa. Năm 2022, bài hát được thể hiện bởi ca sĩ Bảo Trâm trong chương trình "Bài ca đi cùng năm tháng - Hát về cây lúa hôm nay" của Đài PT-TH Hà Nội.

### Đón nhận
"Mùa xuân làng lúa làng hoa" đã được đông đảo công chúng Việt Nam thời điểm đó đón nhận, vượt lên cả sự mong đợi của người sáng tác. Theo nhiều trang báo tại Việt Nam  đưa tin, bài hát luôn được thính giả Việt Nam mở lên mỗi dịp Tết Nguyên đán hay mùa xuân đến, đồng thời khẳng định tên tuổi của người sáng tác trong âm nhạc Việt Nam. Theo một nguồn tin, đây là một ca khúc được nhiều người biết, nghe và thậm chí là hát nhiều nhưng lại rất ít người biết về người sáng tác. Sự nghiệp âm nhạc của Ngọc Khuê bao gồm 300 ca khúc, gồm nhiều đề tài khác nhau phản ánh đời sống của một người chiến sĩ tuy nhiên "Mùa xuân làng lúa làng hoa" thường là ca khúc mà người nghe nhớ đến nhiều nhất của ông. Ca khúc này cũng là tác phẩm giúp ông được trao tặng Giải thường Nhà nước về Văn học – Nghệ thuật năm 2012.

## Nhận định
Bài Nông nghiệp Việt Nam nhận định bài hát đã "vẽ lên một bức tranh tuyệt đẹp về làng quê Việt Nam" đồng thời phân tích khi giai điệu vang lên được xem là "lời đối đáp giữa hai chủ thể của tình yêu: lúa ("anh") nuôi sống con người, còn hoa ("em") làm đẹp cho đời, là cách bày tỏ tình cảm tế nhị mà sâu sắc của người Tràng An." Báo Quân đội nhân dân nhận xét đoạn đầu và đoạn cuối của bài hát được tác giả thể hiện theo âm hưởng của dân ca Việt Nam nên "giai điệu mượt mà, cuốn hút người nghe." Theo một bài viết của báo Tuyên giáo, tác giả đã kết hợp một cách "nhuần nhuyễn" trong việc xây dựng giai điệu đến chọn lựa ca từ.
Theo nhận xét của một số bạn bè trong giới âm nhạc của Ngọc Khuê và cả những người yêu nhạc thì đây là bài hát "có giai điệu đẹp, mang đậm chất dân gian, nhưng lại mang được hơi thở hiện đại, dễ nhớ và dễ thuộc, dễ chiếm được cảm tình của người nghe." Thời báo Văn học Nghệ thuật cho biết từ "mùa xuân làng lúa làng hoa", Ngọc Khuê được nhiều người yêu mến, âm nhạc của ông cũng được nhiều người nhận xét, đánh giá. Nhiều ý kiến cho rằng bài hát ra đời vào thời điểm ấy có tiết tấu mới, bởi thời đó đa số tiết tấu nhịp điệu hành khúc chiến đấu trong chiến tranh Việt Nam vốn thịnh hành hơn nên ca khúc được xem là có sự cập nhật cách sáng tác mới trong thời điểm bấy giờ. Thời báo này tiếp tục khẳng định bài hát được Ngọc Khuê viết một cách "chặt chẽ", cách gieo vần, nhịp điệu "khúc triết, logic", có dáng dấp của âm hưởng dân ca Thanh Hoá, của điệu hò sông Mã.